# 高鷲村立高鷲小学校西洞分校
高鷲村立高鷲小学校西洞分校 （たかすそんりつ たかすしょうがっこう　にしぼらぶんこう）は、かつて岐阜県郡上郡高鷲村（現・郡上市）に存在した公立小学校の分校。

## 概要
- 高鷲小学校の分校であり、高鷲村西洞地区（現・郡上市高鷲町西洞）が校区であった。1995年、大日小学校、高鷲小学校鷲見分校と統合、高鷲北小学校の新設により廃校。

## 沿革
- 1873年（明治6年） - 郡上郡西洞村に西洞学校が開校。宝蓮寺[注釈 2]を仮校舎とする。
- 1880年（明治13年） - 西洞小学校に改称する。
- 1886年（明治19年） - 西洞簡易科小学校に改称する。
- 1893年（明治26年） - 西洞尋常小学校に改称する。
- 1897年（明治30年）4月1日 - 大鷲村、鮎立村、西洞村、鷲見村が合併し、高鷲村が発足。
- 1908年（明治41年） - 高鷲尋常高等小学校に統合され、高鷲尋常高等小学校第二分教場となる。
- 1912年（大正元年） - 上野3262-3[注釈 3]び新築移転。
- 1940年（昭和15年） - 校舎を新築する。
- 1941年（昭和16年）4月1日 - 高鷲国民学校第二分教場となる。
- 1947年（昭和22年）4月1日 - 高鷲村立高鷲小学校西洞分校に改称する。高鷲村立高鷲中学校西洞分校を併設。
- 1965年（昭和40年）4月 - 高鷲中学校西洞分校が廃校。
- 1995年（平成7年）3月31日 - 廃校。児童は新設された高鷲北小学校への通学となる。